# Bulgarije op de Olympische Zomerspelen 1964
Bulgarije nam deel aan de Olympische Zomerspelen 1964 in Tokio, Japan. Voor het eerst in de geschiedenis wist het meerdere gouden medailles te behalen. Het werden er uiteindelijk drie.

## Medailleoverzicht
| Sport       | Olympiër           | Onderdeel                  | Medaille |
| ----------- | ------------------ | -------------------------- | -------- |
| Worstelen   | Boyan Radev        | -97 kg Grieks-Romeins (m)  | Goud     |
| Worstelen   | Enyu Valchev       | -70 kg vrije stijl (m)     | Goud     |
| Worstelen   | Prodan Gardzhev    | -87 kg vrije stijl (m)     | Goud     |
| Schietsport | Velichko Khristov  | 50m geweer 3 houdingen (m) | Zilver   |
| Worstelen   | Angel Kerezov      | -52 kg Grieks-Romeins (m)  | Zilver   |
| Worstelen   | Kiril Todorov      | -78 kg Grieks-Romeins (m)  | Zilver   |
| Worstelen   | Stancho Ivanov     | -63 kg vrije stijl (m)     | Zilver   |
| Worstelen   | Lyutvi Akhmedov    | +97 kg vrije stijl (m)     | Zilver   |
| Boksen      | Aleksandar Nikolov | -81 kg (m)                 | Brons    |
| Worstelen   | Said Mustafov      | -97 kg vrije stijl (m)     | Brons    |

## Deelnemers en resultaten

### Atletiek
| Olympiër                | Onderdeel                | Resultaat | Prestatie                                               |
| ----------------------- | ------------------------ | --------- | ------------------------------------------------------- |
| Nicola Dimitrov Dagorov | 400 m horden (m)         | DNS       | serie 1: niet gestart                                   |
| Raitcho Stoytchev       | verspringen (m)          | 17e       | kwalificatie: 17de met 7,33 m                           |
| Lyuben Gurgushinov      | hink-stap-springen (m)   | 27e       | kwalificatie: 27ste met 14,75 m                         |
| Georgi Stoykovski       | hink-stap-springen (m)   | 7e        | kwalificatie: 4de met 16,21 m finale: 7de met 16,10 m   |
| Evgeni Yordanov         | hoogspringen (m)         | 12e       | kwalificatie: 1ste met 2,06 m finale: 12de met 2,06 m   |
| Dimitar Khlebarov       | polsstokhoogspringen (m) | 28e       | kwalificatie: geen geldige poging                       |
|                         |                          |           |                                                         |
| Snejana Kerkova         | 80 m horden (v)          | 16e       | serie 1: 4de in 11,5 halve finale 1: 8ste in 11,4       |
| Diana Jorgova           | verspringen (v)          | 16e       | kwalificatie: 11de met 6,11 m finale: 6de met 6,24 m    |
| Ivanka Hristova         | kogelstoten (v)          | 16e       | kwalificatie: 10de met 15,24 m finale: 10de met 15,69 m |
| Virginia Angelova       | discuswerpen (v)         | 4e        | kwalificatie: 1ste met 54,94 m finale: 4de met 56,70 m  |

### Boksen
| Olympiër           | Onderdeel    | Resultaat | Prestatie |
| ------------------ | ------------ | --------- | --- |
| Stefan Panayotov   | -51 kg (m)   | 17e       | 1ste ronde: V van POL Olech: 2-3 |
| Mikhail Mitsev     | -54 kg (m)   | 17e       | 1ste ronde: V van URS Grigoryev: 2-3 |
| Stoyan Pilichev    | -60 kg (m)   | 5e        | 1ste ronde: W van IRI Pakandam: scheidsrechterlijke beslissing 2de ronde: W van CAN Palmer: 5-0 kwartfinale: V van POL Grudzień: 0-5                                            |
| Petar Darakchiev   | -63,5 kg (m) | 33e       | 1ste ronde: V van TCH Kučera: scheidsrechterlijke beslissing |
| Aleksandar Nikolov | -81 kg (m)   | Brons     | 1ste ronde: vrij 2de ronde: W van FRA Thebault: scheidsrechterlijke beslissing kwartfinale: W van RAU Mersal: 5-0 halve finale: V van ITA Pinto: scheidsrechterlijke beslissing |
| Kiril Pandov       | +81 kg (m)   | 9e        | 1ste ronde: V van ROU Mariuţan: 0-5 |

### Gewichtheffen
| Olympiër         | Onderdeel    | Resultaat | Prestatie                                                                                   |
| ---------------- | ------------ | --------- | ------------------------------------------------------------------------------------------- |
| Bogomil Cvetanov | -67,5 kg (m) | 15e       | drukken: 7de met 125 kg trekken: 13de met 107,5 kg stoten: 19de met 125 kg totaal: 357,5 kg |
| Weliko Konarov   | -75 kg (m)   | 8e        | drukken: 7de met 130 kg trekken: 5de met 130 kg stoten: 13de met 155 kg totaal: 415 kg      |
| Stancho Penchev  | -82,5 kg (m) | 11e       | drukken: 10de met 135 kg trekken: 12de met 130 kg stoten: 14de met 160 kg totaal: 425 kg    |
| Petar Tachev     | -90 kg (m)   | 8e        | drukken: 8ste met 145 kg trekken: 11de met 130 kg stoten: 10de met 170 kg totaal: 445 kg    |
| Ivan Veselinov   | +90 kg (m)   | 7e        | drukken: 7de met 165 kg trekken: 11de met 135 kg stoten: 4de met 190 kg totaal: 490 kg      |

### Kanovaren
| Olympiër        | Onderdeel     | Resultaat | Prestatie                                            |
| --------------- | ------------- | --------- | ---------------------------------------------------- |
| Bogdan Ivanov   | C-1 1000m (m) | 17e       | serie 1: 3de in 4.48,39 finale: 6de in 4.44,76       |
| Gerogi Todorov  | K-1 1000m (m) | DNS       | niet gestart                                         |
|                 |               |           |                                                      |
| Nikolina Ruseva | K-1 500m (v)  | 10e       | serie 2: 4de in 2.13,26 halve finale: 4de in 2.15,49 |

### Schietsport
| Olympiër           | Onderdeel                  | Resultaat | Prestatie                        |
| ------------------ | -------------------------- | --------- | -------------------------------- |
| Martsel Koen       | 50m geweer 3 houdingen (m) | 23e       | 1130 punten: (391-387-352)       |
| Velichko Velichkov | 50m geweer 3 houdingen (m) | Zilver    | 1152 punten: (396-384-372)       |
| Martsel Koen       | 50m geweer liggend (m)     | 25e       | 589 punten: (100-98-98-99-96-98) |
| Velichko Velichkov | 50m geweer liggend (m)     | 10e       | 592 punten: (100-99-97-99-98-99) |
| Dencho Denev       | 50m pistool (m)            | 15e       | 543 punten: (90-94-94-87-88-90)  |
| Todor Kozlovski    | 50m pistool (m)            | 23e       | 540 punten: (91-89-89-90-93-88)  |
| Dencho Denev       | 25m snelvuurpistool (m)    | 18e       | 582 punten: (294-288)            |

### Turnen
| Olympiër                                                                                  | Onderdeel                | Resultaat | Prestatie |
| ----------------------------------------------------------------------------------------- | ------------------------ | --------- | --- |
| Georgi Adamov                                                                             | meerkamp individueel (m) | 41e       | vloer: 46ste met 18,45 punten sprong: 36ste met 18,90 punten brug met gelijke leggers: 60ste met 18,50 punten brug met ongelijke leggers: 31ste met 18,75 punten ringen: 60ste met 18,00 punten paard met bogen: 60ste met 18,15 punten totaal: 110,75 punten |
| Todor Bachvarov                                                                           | meerkamp individueel (m) | 62e       | vloer: 76ste met 18,00 punten sprong: 69ste met 18,70 punten brug met gelijke leggers: 45ste met 18,65 punten brug met ongelijke leggers: 59ste met 18,35 punten ringen: 71ste met 17,80 punten paard met bogen: 60ste met 18,15 punten totaal: 109,65 punten |
| Velik Kapsazov                                                                            | meerkamp individueel (m) | 37e       | vloer: 84ste met 17,85 punten sprong: 48ste met 18,80 punten brug met gelijke leggers: 83ste met 18,15 punten brug met ongelijke leggers: 18de met 18,95 punten ringen: 8ste met 19,15 punten paard met bogen: 60ste met 18,15 punten totaal: 111,05 punten   |
| Lyuben Khristov                                                                           | meerkamp individueel (m) | 77e       | vloer: 98ste met 17,45 punten sprong: 54ste met 18,75 punten brug met gelijke leggers: 112de met 17,10 punten brug met ongelijke leggers: 29ste met 18,80 punten ringen: 74ste met 17,75 punten paard met bogen: 28ste met 18,55 punten totaal: 108,40 punten |
| Todor Kondev                                                                              | meerkamp individueel (m) | 55e       | vloer: 26ste met 18,70 punten sprong: 90ste met 18,50 punten brug met gelijke leggers: 66ste met 18,40 punten brug met ongelijke leggers: 55ste met 18,40 punten ringen: 8ste met 19,15 punten paard met bogen: 60ste met 18,15 punten totaal: 110,05 punten  |
| Nikola Prodanov                                                                           | meerkamp individueel (m) | 23e       | vloer: 35ste met 18,60 punten sprong: 9de met 19,25 punten brug met gelijke leggers: 55ste met 18,55 punten brug met ongelijke leggers: 14de met 19,05 punten ringen: 38ste met 18,45 punten paard met bogen: 40ste met 18,40 punten totaal: 112,30 punten    |
| Georgi Adamov Todor Bachvarov Velik Kapsazov Lyuben Khristov Todor Kondev Nikola Prodanov | meerkamp team (m)        | 10e       | vloer: 12de met 91,60 punten sprong: 8ste met 94,40 punten brug met gelijke leggers: 13de met 92,55 punten brug met ongelijke leggers: 4de met 94,05 punten ringen: 10de met 91,45 punten paard met bogen: 9de met 91,60 punten totaal: 555,65 punten         |
|                                                                                           |                          |           | |
| Liliyana Aleksandrova                                                                     | meerkamp individueel (v) | 57e       | vloer: 58ste met 18,033 punten sprong: 51ste met 18,399 punten brug: 61ste met 17,666 punten balk: 49ste met 18,266 punten totaal: 72,364 punten |
| Rayna Grigorova                                                                           | meerkamp individueel (v) | 46e       | vloer: 53ste met 18,133 punten sprong: 51ste met 18,399 punten brug: 42ste met 18,299 punten balk: 47ste met 18,332 punten totaal: 73,163 punten |

### Volleybal
| Olympiër | Onderdeel | Resultaat | Prestatie |
| --- | --------- | --------- | --- |
| Dimitar Karov Ivan Gochev Gergi Konstandinov Petko Panteleev Peter Kruchmarov Simeon Srandev Lachezar Stoyanov Boris Gyuderov Kiril Ivanov Slavko Slavov Georgi Spasov Angel Koritarov | zaal (m)  | 5e        | groepsfase: 5de W van Brazilië: 3-0 (16-14, 15-10, 15-6) V van Tsjecho-Slowakije: 2-3 (13-15, 15-13, 11-15, 15-7, 11-15) V van Roemenië: 2-3 (6-15, 15-11, 15-5, 13-15, 8-15) V van Japan: 1-3 (10-15, 15-12, 6-15, 10-15) W van Nederland: 3-2 (15-11, 8-15, 15-8, 14-16, 15-8) W van Verenigde Staten: 3-0 (15-9, 15-13, 15-7) W van Zuid-Korea: 3-1 (15-4, 12-15, 15-11, 15-9) V van Sovjet-Unie: 0-3 (2-15, 14-16, 13-15) W van Hongarije: 3-1 (15-9, 15-12, 12-15, 15-8) |

| Groepsfase |                   |             |             |             |             |             |             |        |        |        |        |
|            | Land              | Wedstrijden | Wedstrijden | Wedstrijden | Wedstrijden | Wedstrijden | Wedstrijden | Punten | Punten | Punten | Punten |
| G          | Land              | W           | V           | SW          | SV          | SR          | SPW         | SPL    | Saldo  |        | Punten |
| 1          | Sovjet-Unie       | 9           | 8           | 1           | 25          | 5           | +20         | 415    | 279    | +136   | 17     |
| 2          | Tsjecho-Slowakije | 9           | 8           | 1           | 26          | 10          | +16         | 486    | 399    | +87    | 17     |
| 3          | Japan             | 9           | 7           | 2           | 22          | 12          | +10         | 475    | 372    | +105   | 16     |
| 4          | Roemenië          | 9           | 6           | 3           | 19          | 15          | +4          | 432    | 394    | +38    | 15     |
| 5          | Bulgarije         | 9           | 5           | 4           | 20          | 16          | +4          | 464    | 429    | +35    | 14     |
| 6          | Hongarije         | 9           | 4           | 5           | 18          | 18          | 0           | 449    | 466    | -17    | 13     |
| 7          | Brazilië          | 9           | 3           | 6           | 13          | 23          | -10         | 410    | 474    | -64    | 12     |
| 8          | Nederland         | 9           | 2           | 7           | 11          | 24          | -13         | 378    | 482    | -104   | 11     |
| 9          | Verenigde Staten  | 9           | 2           | 7           | 10          | 23          | -13         | 360    | 450    | -90    | 11     |
| 10         | Zuid-Korea        | 9           | 0           | 9           | 9           | 27          | -16         | 376    | 500    | -124   | 9      |

| Ronde      | Datum | Plaats            | Land | Score            | Land |
| ---------- | ----- | ----------------- | ---- | ---------------- | ---- |
| Groepsfase |       |                   |      |                  |      |
| 13 oktober | Tokio | Bulgarije         | 3-0  | Brazilië         |      |
| 14 oktober | Tokio | Tsjecho-Slowakije | 3-2  | Bulgarije        |      |
| 15 oktober | Tokio | Roemenië          | 3-2  | Bulgarije        |      |
| 17 oktober | Tokio | Japan             | 3-1  | Bulgarije        |      |
| 18 oktober | Tokio | Bulgarije         | 3-2  | Nederland        |      |
| 19 oktober | Tokio | Bulgarije         | 3-0  | Verenigde Staten |      |
| 21 oktober | Tokio | Bulgarije         | 3-1  | Zuid-Korea       |      |
| 22 oktober | Tokio | Sovjet-Unie       | 3-0  | Bulgarije        |      |
| 23 oktober | Tokio | Bulgarije         | 3-1  | Hongarije        |      |

### Wielersport
| Olympiër     | Onderdeel   | Resultaat | Prestatie |
| Baan         | Baan        | Baan      | Baan      |
| ------------ | ----------- | --------- | --------- |
| Stefan Kirev | tijdrit (m) | 15e       | 1.13,06   |

### Worstelen
| Olympiër           | Onderdeel      | Resultaat      | Prestatie |
| Grieks-Romeins     | Grieks-Romeins | Grieks-Romeins | Grieks-Romeins |
| ------------------ | -------------- | -------------- | --- |
| Angel Kerezov      | -52 kg (m)     | Zilver         | 1ste ronde: G van IND Singh 2de ronde: W van DEN Jensen 3de ronde: vrij 4de ronde: W van USA Wilson finale ronde: V van JPN Hanahara                                             |
| Tsvyatko Pashkulev | -57 kg (m)     | 5e             | 1ste ronde: W van RAU El-Sayed 2de ronde: vrij 3de ronde: G van USA Fitch 4de ronde: V van JPN Ichiguchi                                                                         |
| Dinko Petrov       | -63 kg (m)     | 18e            | 1ste ronde: G van EUA Schneider 2de ronde: G van FIN Lehtonen 3de ronde: V van YUG Martinović                                                                                    |
| Ivan Ivanov        | -70 kg (m)     | 10e            | 1ste ronde: vrij 2de ronde: W van USA Burke 3de ronde: V van FIN Tapio 4de ronde: V van TUR Ayvaz                                                                                |
| Kiril Petkov       | -78 kg (m)     | Zilver         | 1ste ronde: V van ROU Ţăranu 2de ronde: W van PHI Mayo 3de ronde: V van URS Kolesov 4de ronde: W van FIN Laakso 5de ronde: G van POL Dubicki finale ronde: G van SWE Nyström     |
| Krali Bimbalov     | -87 kg (m)     | 6e             | 1ste ronde: W van KOR Lee 2de ronde: W van FIN Punkari 3de ronde: V van TUR Selekman 4de ronde: G van HUN Hollósi 5de ronde: V van EUA Metz                                      |
| Boyan Radev        | -97 kg (m)     | Goud           | 1ste ronde: W van USA Lovell 2de ronde: W van KOR Gang 3de ronde: W van FIN Mäenpää 4de ronde: W van TUR Yilmaz finale ronde: W van ROU Martinescu                               |
| Radoslav Kasabov   | +97 kg (m)     | 7e             | 1ste ronde: G van ROU Stîngu 2de ronde: V van EUA Dietrich 3de ronde: V van SWE Svensson                                                                                         |
| Vrije stijl        |                |                | |
| Stoyko Malov       | -52 kg (m)     | 12e            | 1ste ronde: V van USA Simons 2de ronde: W van ROU Ţarălungă 3de ronde: V van PAK Niaz-din                                                                                        |
| Mladen Georgiev    | -57 kg (m)     | 10e            | 1ste ronde: V van IRI Khodabandeh 2de ronde: V van TUR Akbas 3de ronde: V van USA Auble                                                                                          |
| Stancho Ivanov     | -63 kg (m)     | Zilver         | 1ste ronde: W van GBR Aspen 2de ronde: W van PAK Akhtar 3de ronde: vrij 4de ronde: W van AFG Ebrahimi 5de ronde: V van JPN Watanabe finale ronde: G van URS Khokhashvili         |
| Enyu Valchev       | -70 kg (m)     | Goud           | 1ste ronde: W van MAS Chin 2de ronde: W van IND Chand 3de ronde: W van FIN Savolainen 4de ronde: V van URS Beriashvili 5de ronde: G van IRI Movahed finale ronde: W van EUA Rost |
| Petko Dermendzhiev | -78 kg (m)     | 4e             | 1ste ronde: W van KOR Choi 2de ronde: W van HUN Bajkó 3de ronde: V van PAK Afzal 4de ronde: W van ITA De Vescovi 5de ronde: V van IRI Sanatkaran                                 |
| Prodan Gardzhev    | -87 kg (m)     | Goud           | 1ste ronde: G van URS Lomidze 2de ronde: W van IND Singh 3de ronde: vrij 4de ronde: W van EUA Bauch 5de ronde: V van IRI Mahdizadeh finale ronde: G van TUR Güngör               |
| Said Mustafov      | -97 kg (m)     | Brons          | 1ste ronde: G van TUR Ayik 2de ronde: W van PAN Cohen 3de ronde: W van AUS Williams 4de ronde: W van EUA Kiehl 5de ronde: G van IRI Takhti finale ronde: V van URS Medved        |
| Lyutvi Akhmedov    | +97 kg (m)     | Zilver         | 1ste ronde: W van HUN Reznák 2de ronde: W van TCH Kubát 3de ronde: W van ROU Stîngu 4de ronde: W van GBR McNamara finale ronde: G van URS Ivanitsky                              |

Afghanistan · Algerije · Argentinië · Australië · Bahama's · België · Bermuda · Birma · Bolivia · Brazilië · Brits-Guiana · Bulgarije · Cambodja · Canada · Ceylon · Chili · Colombia · Congo-Brazzaville · Costa Rica · Cuba · Denemarken · Dominicaanse Republiek · Duits eenheidsteam · Ethiopië · Filipijnen · Finland · Frankrijk · Ghana · Griekenland · Groot-Brittannië · Hongarije · Hongkong · Ierland · IJsland · India · Irak · Iran · Israël · Italië · Ivoorkust · Jamaica · Japan · Joegoslavië · Kameroen · Kenia · Libanon · Liberia · Libië · Liechtenstein · Luxemburg · Madagaskar · Maleisië · Mali · Marokko · Mexico · Monaco · Mongolië · Nederland · Nederlandse Antillen · Nepal · Nieuw-Zeeland · Niger · Nigeria · Noord-Rhodesië · Noorwegen · Oeganda · Oostenrijk · Pakistan · Panama · Peru · Polen · Portugal · Puerto Rico · Roemenië · Senegal · Sovjet-Unie · Spanje · Taiwan · Tanganyika · Thailand · Trinidad en Tobago · Tsjaad · Tsjecho-Slowakije · Tunesië · Turkije · Uruguay · Venezuela · Verenigde Arabische Republiek · Verenigde Staten · Vietnam · Zuid-Korea · Zuid-Rhodesië · Zweden · Zwitserland